# Getinge (entreprise)
Pour les articles homonymes, voir Getinge.
Getinge AB (OMX : GETI B) est une entreprise suédoise de technologie médicale cotée en bourse. L'entreprise produit et distribue des produits médicaux et des équipements pour le secteur de la santé et des biosciences. Le groupe est divisé en trois domaines d'activité : Life Science, Acute Care Therapies et Surgical Workflows. Le groupe emploie environ 12 000 salariés dans le monde. Le PDG de l'entreprise est Mattias Perjos et le président du conseil d'administration est Johan Malmquist. Avec une part de chiffre d'affaires d'environ 40 %, les États-Unis sont le marché le plus important pour l'entreprise en raison des prix et des marges nettement plus élevés. La Chine et les pays d'Europe occidentale suivent.

## Histoire
Getinge a été fondée en 1904 en Suède en tant qu'entreprise agricole par Olander Larrsson dans la ville de Getinge et s'est étendue dans le domaine de la technologie médicale dans les années 1930. L'entreprise a été acquise par Electrolux en 1964 et a été renforcée par une série de fusions et acquisitions. En 1989, elle a été acquise par Rune Andersson et Carl Bennet, deux anciens dirigeants d'Electrolux. Ces derniers ont introduit l'entreprise en bourse en 1993 pour 600 millions de couronnes suédoises et elle est cotée à la bourse de Stockholm. Elle faisait partie de l'indice OMXS30 de juillet 2009 à juin 2025. Avec une participation de 20 % du capital et 50,19 % des droits de vote, Carl Bennet est toujours le principal actionnaire de l'entreprise à travers sa holding Carl Bennet AB. D'autres actionnaires notables sont deux fonds de pension suédois et des gestionnaires de patrimoine américains tels que Vanguard et Blackrock.
Getinge a acquis au fil des ans une multitude de petites et grandes entreprises. En Allemagne, elle est présente depuis 2000 et l'acquisition de la société allemande Maquet GmbH. Elle a ensuite acquis d'autres entreprises, notamment Heraeus Med en 2002 et Huntleigh Technology PLC en 2007. En 2011, elle a acquis l'entreprise américaine Atrium Medical et en 2014, la société allemande Pulsion Medical Systems. Les dernières grandes acquisitions sur le marché américain ont été Healthmark Industries en 2023 et Paragonix Technologies en 2024.

## Rappels de produit et poursuites judiciaires
Au fil des ans, l'entreprise a été confrontée à des accusations judiciaires et à des rappels de produits. Ainsi, l'agence américaine de santé a ordonné le rappel de deux produits Getinge en 2023 en raison de risques importants. De plus, l'entreprise a conclu un accord avec les représentants d'une action de groupe pour un paiement d'environ 200 millions de couronnes suédoises en raison de défauts dans les produits chirurgicaux. Pour 360 millions de couronnes suédoises supplémentaires, l'entreprise a conclu un accord avec les autorités brésiliennes après des allégations de concurrence déloyale entre 2004 et 2017.